# Греция на зимних Олимпийских играх 1936
Грецию на Зимних Олимпийских играх 1936 года в Гармиш-Партенкирхене представлял один спортсмен, выступавший в двух видах спорта. Греция впервые была представлена на зимних Олимпийских играх.

## Результаты

### Горнолыжный спорт
| Соревнование            | Спортсмен             | Скоростной спуск | Скоростной спуск | Слалом | Слалом | Слалом | Всего | Место |
| Соревнование            | Спортсмен             | Время            | Место            | Время  | Время  | Место  | Всего | Место |
| ----------------------- | --------------------- | ---------------- | ---------------- | ------ | ------ | ------ | ----- | ----- |
| Классическая комбинация | Димитриос Негрепонтис | 6:58.6           | 43               | 2:15.3 | DSQ    | —      | DNF   | —     |

### Лыжные гонки
| Соревнование | Спортсмен             | Результат | Место |
| ------------ | --------------------- | --------- | ----- |
| 18 км        | Димитриос Негрепонтис | DNF       | —     |